# Francis Lane

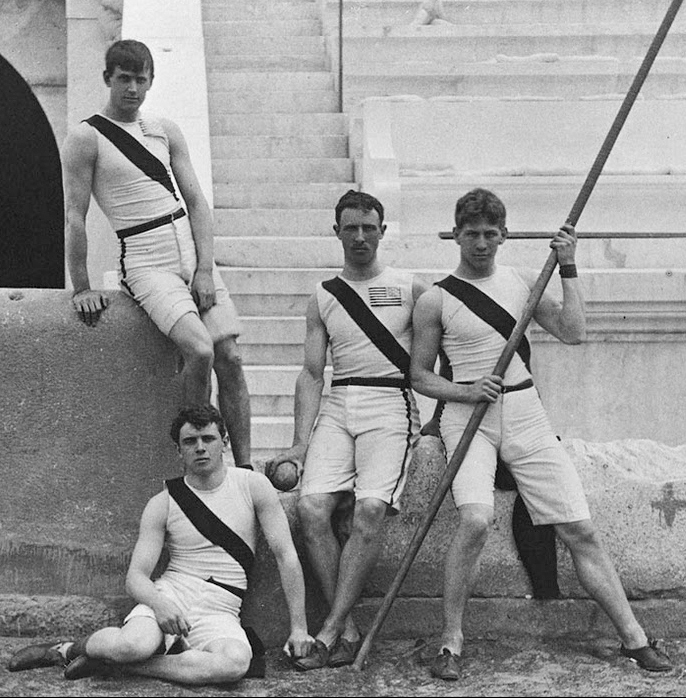
Lane (links) mit den anderen Princeton-Studenten bei Olympia 1896

Francis Adonijah „Frank“ Lane (* 23. September 1874 in Chicago; † 17. Februar 1927 in Chicago) war Teilnehmer der ersten Olympischen Sommerspiele 1896 in Athen und gewann den ersten Wettbewerb der ersten Olympischen Spiele der Neuzeit.
Der US-Student Francis Lane lief vor 60.000 Zuschauern am 1. Wettkampftag am 6. April (25. März nach dem 1896 in Griechenland gültigen Julianischen Kalender) nach 12,5 Sekunden als Erster beim ersten Ausscheidungsrennen über 100 Meter über die Ziellinie. Beim 100-Meter-Finallauf belegte er zusammen mit dem Ungar Alajos Szokolyi den dritten Platz in 12,6 Sekunden. Olympisches Silber (1896 bekam der Erstplatzierte eine Silbermedaille und einen Olivenzweig) über 100 Meter ging mit 12,0 Sekunden an den US-Amerikaner Thomas Burke und die Bronzemedaille für den Zweitplatzierten an Fritz Hofmann aus dem Deutschen Reich mit 12,2 Sekunden. Die Zeitnehmer für den 100-Meter-Lauf stoppten nur die Zeit für die beiden Ersten. Die restlichen Zeiten wurden lediglich geschätzt.
Der US-Student der Princeton University war einer von vier Studenten des Teams der Universität Princeton. Das Sportteam bestand aus Francis Lane, Robert Garrett, Albert Tyler und Herbert Jamison.

## Ergebnisse/Platzierungen bei Olympischen Spielen
| Disziplin | 1896 |
| --------- | ---- |
| 100 m     | 3.   |